# Resolució 262 del Consell de Seguretat de les Nacions Unides
La Resolució 262 del Consell de Seguretat de les Nacions Unides, aprovada per unanimitat el 31 de desembre de 1968. Després d'haver-se escoltat les declaracions d'Israel i del Líban, el Consell va condemnar Israel per la seva premeditada acció militar al Líban en violació de la seva obligació segons la Carta i les resolucions de l'alto el foc. Va emetre un solemne advertiment a Israel que, si es repetia un incident, el Consell hauria de considerar altres passos per fer complir les seves decisions i considerar que el Líban ha sofert i la responsabilitat recau en Israel.